# 闽浙铁角蕨
闽浙铁角蕨（学名：Asplenium wilfordii）为铁角蕨科铁角蕨属下的一个种。

## 扩展阅读
- 維基物種上的相關：闽浙铁角蕨